# کاهو شیبویا
کاهو شیبویا (انگلیسی: Kaho Shibuya؛ زادهٔ ۲۰ مهٔ ۱۹۹۱) بازیگر پورنوگرافی، تهیه‌کننده تلویزیونی، و نویسنده اهل ژاپن است. وی از سال ۲۰۱۴ میلادی تاکنون مشغول فعالیت بوده‌است.